# ولینگتون (کانزاس)
ولینگتون (به انگلیسی: Wellington) شهری در ایالت کانزاس کشور ایالات متحده آمریکا است که جمعیت آن در سرشماری سال ۲۰۱۰ میلادی، ۸٬۱۷۲ نفر بوده‌است.